# سبدنشین چیرپ‌چیرپ‌کن
سبدنشین چیرپ‌چیرپ‌کن (نام علمی: Cisticola pipiens) نام یک گونه از سرده سبدنشین است.